# 丸の内出口 (東京都)
丸の内出口（まるのうちでぐち）は、東京都中央区と千代田区の境にある首都高速道路八重洲線の出口である。出口は神田橋JCTから汐留JCTへ向かう方向のみ。

## 接続する道路
- 東京都道406号皇居前鍛冶橋線（鍛冶橋通り西行き）

八重洲トンネル南行きから地上に出たランプウェイは東海道新幹線の架道橋付近で鍛冶橋通りに合流し、東京駅の西側：丸の内側へと通じる。

## 周辺
- 東京国際フォーラム
- 三菱電機本社
- 三菱UFJ銀行本店
- 三菱一号館
- 東京中央郵便局
  - KITTE
- 東京駅
- 丸の内二重橋ビル
  - 東京商工会議所
  - 東京會舘
- 皇居前広場

## 隣
首都高速八重洲線
神田橋JCT  - 八重洲駐車場 - (44)丸の内出口 - 西銀座JCT